# أحمد تشاليك
أحمد نتشاليك (بالتركية: Ahmet Çalık) رجل أعمال تركي ومؤسس ورئيس شركة تشاليك القابضة. كان وزيرا حكوميا في تركمانستان من خلال صفرمراد نيازوف. يعيش في إسطنبول ولديه أربعة أبناء. بحسب مجلسة فوربس عام 2023، تبلغ ثروته 1.5 مليار دولار في 24 أبريل 2023.